# Hans-Günther von Rost
Hans-Günther von Rost (* 17. November 1894 in Hannover; † 23. März 1945 bei Stuhlweißenburg, Ungarn) war ein deutscher Generalleutnant im Zweiten Weltkrieg, der am 21. März 1945 das Ritterkreuz des Eisernen Kreuzes erhalten hatte.